# Abdulmecid II.
Abdulmecid II. (osmanská turečtina عبد المجید الثانی, Abd al-Madžíd ath-Tháni – turečtina Halife İkinci Abdülmecit Efendi nebo Abdülmecit Osmanoğlu; 29. května 1868, Beşiktaş – 23. srpna 1944, Paříž) byl poslední islámský chalífa z dynastie Osmanů.

## Život
Narodil se 29. května 1868 v Paláci Dolmabahçe v Konstantinopoli sultánu Abdulazizovi a jeho manželce Hayranidil Kadın Efendi. Vzdělání získal soukromě. Dne 4. července 1918 se jeho bratranec Mehmed VI. stal sultánem a on byl jmenován korunním princem. Po vládě jeho bratrance byl dne 1. listopadu 1922 sultanát zrušen, ale 18. listopadu 1922 byl Tureckým národním shromážděním v Ankaře jmenován chalífou. Dne 24. listopadu 1922 byl uveden do tohoto nejvyššího církevního úřadu v Konstantinopoli.
Dne 3. března 1924, 6 měsíců po založení Turecké republiky, byl Osmanský chalífát zrušen a Osmané byli sesazeni a vypovězeni z Turecka.
Abdulmecid dostal titul generála Osmanské armády, ale ve skutečnosti neměl silné vojenské sklony. Dále byl předsedou Osmanské výtvarnické společnosti. Je považován za jednoho z nejvýznamnějších malířů pozdního Osmanského období.
Mezi jeho významné obrazy patří zobrazení žen z harému nebo ženy, která čte Goetheho Fausta. Jeho osobní autoportrét je k vidění v Istanbulské moderně.
Byl zaníceným sběratelem motýlů, které sbíral v průběhu posledních 20 let svého života.
Zemřel 23. srpna 1944 na Boulevard Suchet v Paříži. Jeho tělo odpočívá v Medíně v Saúdské Arábii.

## Rodina

### První manželství a potomci
Poprvé se oženil 22. prosince 1896 v Konstantinopoli v Paláci Ortaköy se Şehsuvar Kadınefendi. Spolu měli děti:
- Şehzade Ömer Faruk, který se poprvé oženil se svojí sestřenicí, princeznou Rukiye Sabiha Sultan Kadın, se kterou měl tři dcery. Podruhé se oženil se svojí další sestřenicí Mihriban Mihrishah Sultan Kadın se kterou měl:
  - Princeznu Fatma Neslişah Osmanoğlu Sultan, která se vdala za svého bratrance, prince Muhammada Abdelem Moneima, se kterým měla:
  - Princeznu Zehru Hanzade Sultan, která se vdala za prince Muhammeda Ali Ibrahima, se kterým měla:
    - Nabilu Sabihu Fazilu Ibrahim Hanımsultan, která byla snoubenkou iráckého krále Fajsala II., ale král byl zabit. Vdala se za Kheri Oglu, se kterým měla syny Aliho a Saleema
    - Nabilu Sultanzade Ahmad Rifat Ibrahim, která se vdala za Emine Ushakidil. Neměla děti.

  - Princeznu Necla Heybetullah Sultan, která se vdala za Nabil Amr Ibrahima, se kterým měla:
    - Prince Nabil Sultanzade Osman Rifat Ibrahim Beyefendi, který se neoženil a neměl děti

### Druhé manželství
Podruhé se oženil 18. června 1902 v Paláci Ortaköy s Hayrünissou Kadınefendi, se kterou neměl děti.

### Třetí manželství a potomci
Potřetí se oženil 16. dubna 1912 v Paláci Çamlıca s Mehisti Kadınefendi se kterou měl:
- Princeznu Hadice Hayriye Ayshe Dürrühsehvar Sultan, která se vdala s princem Walashan Nawab Sir Mir Himayat Ali Khan Azam Jah Bahadurem.

## Tituly a oslovení
- 4. července 1918 – 18. listopadu 1922: Jeho císařská výsost Korunní princ
- 18. listopadu 1922 – 3. března 1924: Jeho císařské Veličenstvo Komandér věrný zemi, Chalífa věřících a Služebník Mekky a Medíny, Suverén císařského rodu Osmanů